# بوریسلاف میخایلوف
بوریسلاف میخایلوف (بلغاری: Борислав Биcepoв Михайлов؛ زادهٔ ۱۲ فوریهٔ ۱۹۶۳) بازیکن فوتبال اهل بلغارستان بود.
از باشگاه‌هایی که در آن بازی کرده‌است می‌توان به باشگاه فوتبال بوتو پلوودیو، باشگاه فوتبال ردینگ، باشگاه فوتبال بلننسس، باشگاه فوتبال لفسکی صوفیه، و باشگاه فوتبال زوریخ اشاره کرد.
وی همچنین در تیم ملی فوتبال بلغارستان بازی کرده‌است.